# Bessa remota
Bessa remota là một loài ruồi trong họ Tachinidae.